# Podgorica pri Pečah
Podgorica pri Pečah – wieś w Słowenii, w gminie Moravče. W 2018 roku liczyła 55 mieszkańców.